# VM i skak 1896
VM i skak 1896 var en revanchematch mellem den regerende mester, Emanuel Lasker fra Tyskland og hans forgænger, den amerikansk bosatte østriger Wilhelm Steinitz, som var den første officielle verdensmester i skak. Matchen blev spillet i Moskva, Rusland. Den startede 6. november 1896 og varede til 14. januar 1897. Lasker vandt 10 – 2 (5 remis) og beholdt dermed titlen.

## Baggrund for matchen
Da Steinitz krævede sin revanche, reagerede Lasker efter hans mening ikke tilstrækkeligt hurtigt og han erklærede i 1895, at han selv var verdensmester igen. Ved turneringen i Skt. Petersborg 1895 lykkedes det dog at få aftalt en revanchematch.

## Matchregler
Reglerne for matchen var de samme, man havde brugt i den forudgående VM-match: Først til ti sejre, remis tæller ikke.

## Styrkeforholdet inden matchen
Lasker var stadig ikke fuldt ud anerkendt som verdens stærkeste spiller, selv om hans resultater overstrålede alle andres med sejr i den første match mod Steinitz, tredjeplads i Hastings 1895, sejr i Skt. Petersborg 1895 samt sejr i Nürnberg 1896. Kun Harry Nelson Pillsbury havde resultater af lignende kaliber, men stod trods alt et trin under Lasker.
Steinitz havde vist god form efter nederlaget i 1894: Sejr i New York 1894, femteplads i Hastings 1895, andenplads i Skt. Petersborg 1895, sejr i en match mod Emanuel Schiffers i 1896 og sjetteplads i Nürnberg 1896.
Den amerikanske skakspiller og skakbogsforfatter Israel Albert Horowitz (1907 – 1973) har beskrevet sine ambivalente følelser omkring revanchematchen: "...på den ene side er det fristende at sige at den aldrig skulle have været spillet. Steinitz var på det tidspunkt over 60 år gammel, ved dårligt fysisk helbred og havde kørt sig selv tæt på et nervøst sammenbrud i forsøget på at genvinde den prestige, han havde tabt sammen med mesterskabet. På den anden side ville det – med rette – have været betragtet som den groveste uretfærdighed, hvis Lasker havde nægtet ham chancen for at genvinde kronen. Det virker måske derfor fornuftigt at se på matchen som en de sørgelige ting, der simpelthen må ske."

## Matchresultat
| VM matchen Lasker-Steinitz, 1896-1897 | VM matchen Lasker-Steinitz, 1896-1897 | VM matchen Lasker-Steinitz, 1896-1897 | VM matchen Lasker-Steinitz, 1896-1897 | VM matchen Lasker-Steinitz, 1896-1897 | VM matchen Lasker-Steinitz, 1896-1897 | VM matchen Lasker-Steinitz, 1896-1897 |
| Parti                                 | Dato (1896)                           | Hvid                                  | Sort                                  | Resultat                              | I alt Lasker                          | I alt Steinitz                        |
| ------------------------------------- | ------------------------------------- | ------------------------------------- | ------------------------------------- | ------------------------------------- | ------------------------------------- | ------------------------------------- |
| 1                                     | 6. november                           | Steinitz                              | Lasker                                | 0 - 1                                 | 1                                     | 0                                     |
| 2                                     | 11. november                          | Lasker                                | Steinitz                              | 1 - 0                                 | 2                                     | 0                                     |
| 3                                     | 14. november                          | Steinitz                              | Lasker                                | 0 - 1                                 | 3                                     | 0                                     |
| 4                                     | 18. november                          | Lasker                                | Steinitz                              | 1 - 0                                 | 4                                     | 0                                     |
| 5                                     | 20. november                          | Steinitz                              | Lasker                                | ½ - ½                                 | 4                                     | 0                                     |
| 6                                     | 24. november                          | Lasker                                | Steinitz                              | 1 – 0                                 | 5                                     | 0                                     |
| 7                                     | 4. december                           | Steinitz                              | Lasker                                | ½ - ½                                 | 5                                     | 0                                     |
| 8                                     | 7. december                           | Lasker                                | Steinitz                              | ½ - ½                                 | 5                                     | 0                                     |
| 9                                     | 9. december                           | Steinitz                              | Lasker                                | ½ - ½                                 | 5                                     | 0                                     |
| 10                                    | 11. december                          | Lasker                                | Steinitz                              | 1 – 0                                 | 6                                     | 0                                     |
| 11                                    | 16. december                          | Steinitz                              | Lasker                                | 0 - 1                                 | 7                                     | 0                                     |
| 12                                    | 23. december                          | Lasker                                | Steinitz                              | 0 - 1                                 | 7                                     | 1                                     |
| 13                                    | 25. december                          | Steinitz                              | Lasker                                | 1 – 0                                 | 7                                     | 2                                     |
| 14                                    | 28. december                          | Lasker                                | Steinitz                              | 1 - 0                                 | 8                                     | 2                                     |
| 15                                    | 30. december                          | Steinitz                              | Lasker                                | ½ - ½                                 | 8                                     | 2                                     |
| 16                                    | 1. januar 1897                        | Lasker                                | Steinitz                              | 1 – 0                                 | 9                                     | 2                                     |
| 17                                    | 11. januar 1897                       | Steinitz                              | Lasker                                | 0 - 1                                 | 10                                    | 2                                     |